# Kirche von Tornio

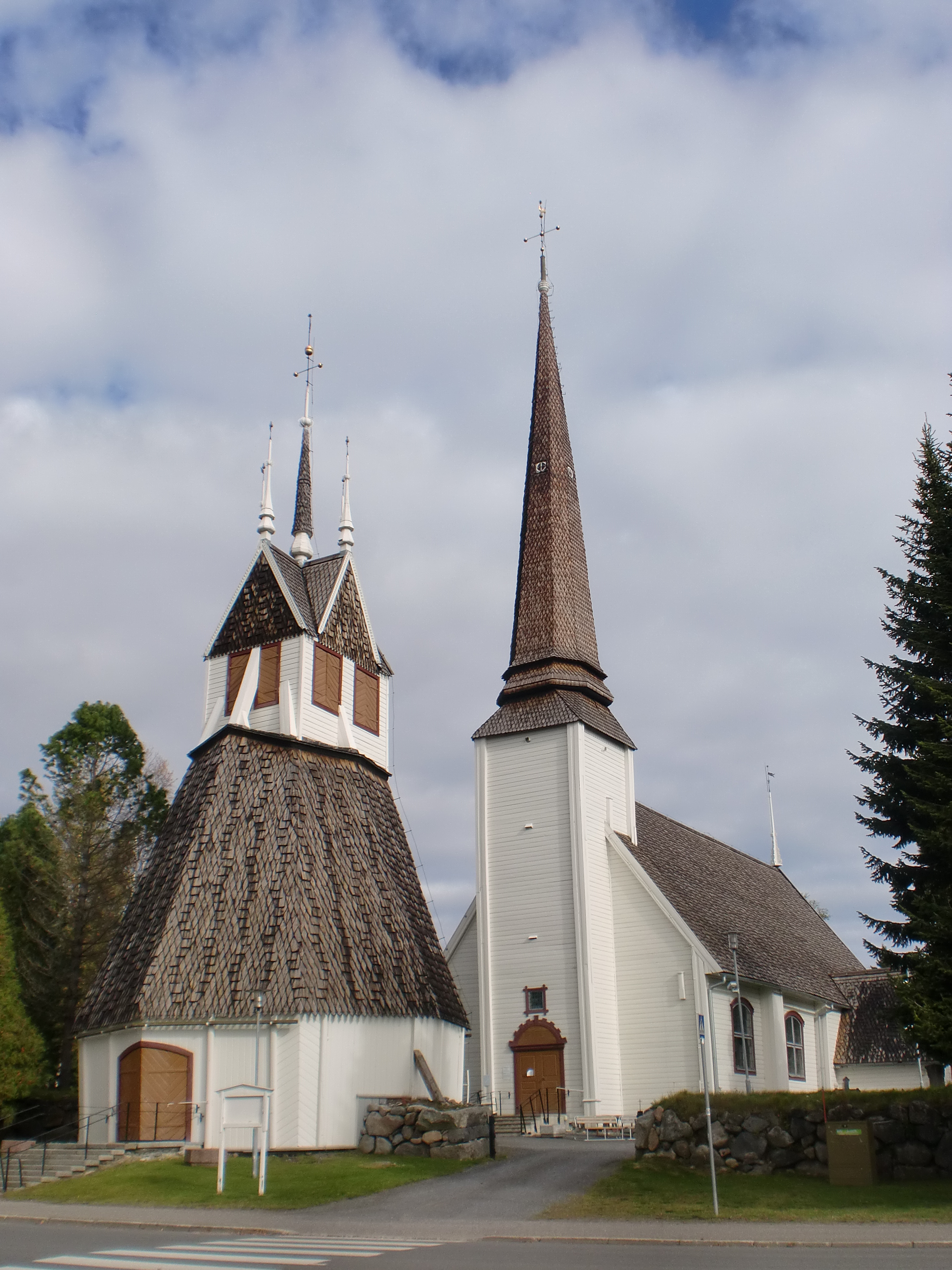
Die Kirche von Tornio mit Glockenstapel im Vordergrund

Die Kirche von Tornio ist eine 1684–1686 erbaute Holzkirche in der finnischen Stadt Tornio. Sie liegt im Stadtteil Suensaari im Zentrum Tornios. Die Kirche von Tornio gehört zu den ältesten erhaltenen Holzkirchen des Landes und ist eines der bedeutendsten Beispiele für die finnische Kirchenarchitektur des 17. Jahrhunderts.

## Geschichte
Nachdem Tornio 1621 das Stadtrecht erhalten hatte, wurde die erste Kirche der Stadt 1647 geweiht. Schon 1682 brannte sie aber nach einem Blitzeinschlag ab. Von der alten Kirche blieben nur ein silberner Kelch, ein Hostiengefäß und eine Skulptur, die den gekreuzigten Jesus, Maria und Maria Magdalena darstellt, übrig. Letztere befindet sich heute in der Sakristei der Kirche.
Zwei Jahre später wurde der Bau einer neuen Kirche einige hundert Meter nordwestlich der Stelle der alten Kirche begonnen. Baumeister der Kirche war der Bauer Matti Härmä aus Liminka, der auch die Kirche von Kempele erbaute. Am 11. Juli 1686 wurde die neue Kirche geweiht und nach der damaligen Königin von Schweden, Hedwig Eleonora, benannt. 1686–1687 folgte ebenfalls unter Härmä der Bau des freistehenden Glockenstapels.
1736/37 nutzte der Franzose Pierre-Louis Moreau de Maupertuis den Kirchturm von Tornio als Messpunkt bei seiner Gradmessung zur Bestimmung der Größe und Form der Erde.

## Baubeschreibung
Die Kirche von Tornio ist eine hölzerne Stützpfeilerkirche. Dieser Bautyp war im 17. Jahrhundert in der Landschaft Österbotten an der Westküste Finnlands vorherrschend. Stilistisch schließt er an die mittelalterlichen österbottnischen Feldsteinkirchen an. Das Kirchenschiff hat einen rechteckigen Grundriss; die Seitenwände werden von drei Paaren von Kastenpfeilern gestützt. Das hohe Satteldach ist mit Schindeln gedeckt. An der Nordseite ist eine Sakristei, an der Südseite ein Waffenhaus angeschlossen. An der Westseite ragt ein schlanker Kirchturm empor, etwas abseits steht zusätzlich ein freistehender Glockenstapel. Nach dem Vorbild der Steinbauweise ist das Dach der Kirche in vier Gewölbe unterteilt. Das mittlere Gewölbe und das Chorgewölbe sind mit Malereien aus den Jahren 1687–1688 ausgestattet. Der Altar ist durch einen hölzernen Lettner vom übrigen Kirchenraum getrennt.